# Rapport C/N
Le rapport C/N, plus précisément le rapport massique carbone sur azote, est un indicateur qui permet de juger du degré d'évolution de la matière organique, c'est-à-dire de son aptitude à se décomposer plus ou moins rapidement dans le sol.
C’est une valeur numérique simple qui donne la proportion relative du carbone et de l’azote dans un sol, mais aussi dans les produits type engrais. Par exemple, un engrais à C/N = 10 amène (en théorie) 10 fois plus de carbone que d’azote (la notation est mathématiquement celle d’un rapport, pas d’une fraction).
En pratique, ce critère a ses limites : deux produits ayant le même C/N peuvent avoir des actions différentes sur l’évolution de la teneur en micro-organismes du sol, et la valeur n’indique en rien la disponibilité réelle du carbone et de l’azote (notamment, ce dernier est-il organique ou inorganique). Le rapport C/N doit donc être considéré comme un indicateur partiel de qualité, à compléter par d’autres informations de pédologie.

## Humification et rapport C/N
Pour une bonne humification de la matière organique, il est très important que la richesse en carbone et en azote se situe entre certaines valeurs, car la microfaune, la microflore et la microfonge édaphiques, qui agissent dans la décomposition et la minéralisation de la matière organique, nécessitent du carbone comme source d'énergie, et de l'azote (idéalement inorganique) en tant qu'intermédiaire dans la synthèse de leurs protéines (comme les humains ont besoin de glucides et de protides pour les mêmes raisons). Si un de ces éléments manque, la minéralisation ralentit voire s'arrête et, par conséquent, les végétaux n'ont pas suffisamment d'éléments nutritifs pour leur développement et le sol peut perdre une partie de sa structure.

## Valeurs
Les légumineuses, par exemple, ont un rapport C/N de 10, ce qui est très bénéfique pour le sol. On peut considérer qu'un sol est fertile si la valeur du rapport C/N est d'environ 10[réf. nécessaire].
Les microorganismes du sol (microfaune) ont eux-mêmes un rapport C/N moyen de 8. Ils consomment les deux tiers du carbone pour l'énergie (celui-ci est alors transformé en dioxyde de carbone) et un tiers pour leur constitution. L'azote est quant à lui presque seulement utilisé pour la constitution (protéine). L'équilibre nutritionnel des microorganismes est donc situé à un rapport C/N de 24. En dessous de ce rapport, l'azote est en excès et sera donc libéré, à la disponibilité des plantes. Au-dessus, de l'azote sera prélevé dans la solution du sol pour subvenir aux besoins des microorganismes. D'où :
- C/N < 15 : production d'azote, la vitesse de décomposition s'accroît ; elle est à son maximum pour un rapport C/N = 10
- 15 < C/N < 20 : besoin en azote couvert pour permettre une bonne décomposition de la matière carbonée,
- C/N > 20 : pas assez d'azote pour permettre la décomposition du carbone (il y a compétition entre l’absorption par les plantes et la réorganisation de la matière organique par les microorganismes du sol, c'est le phénomène de faim d'azote). L'azote est alors prélevé dans les réserves du sol. La minéralisation est lente et ne restitue au sol qu'une faible quantité d'azote minéral.

Il est couramment admis que, plus le rapport C/N d'un produit est élevé, plus il se décompose lentement dans le sol mais plus l'humus obtenu est stable.

## Utilisation
Cet indicateur est fréquemment utilisé en pratique pour préciser l'utilisation d'un produit organique inconnu. Il est utile par exemple lors de l'épandage de bois raméal fragmenté ou pour la fabrication de compost.
Dans le cas du compostage, le rapport carbone/azote optimal doit être situé entre 15 et 30. En effet, si le mélange à composter est trop faible en azote, il ne chauffera pas (pas de dégradation bactérienne car déficit d’azote pour alimenter la population). À l’inverse, si la proportion d'azote est trop élevée comparativement au carbone, le compost peut surchauffer et tuer les micro-organismes du compost. Il convient de veiller à équilibrer les apports carbonés (bois mort…) et azotés (bois vert, tonte…), idéalement en connaissant le C/N de chaque matière apportée au compost (cf. les valeurs typiques ci-après).

## Mesure du rapport C/N
On peut mesurer le rapport C/N par la méthode de Kjeldahl ou avec des appareils mettant en œuvre la chromatographie en phase gazeuse.

## Exemples de rapport C/N de différentes matières organiques
Le rapport C/N est très élevé pour la matière végétale fraîche (50 à 150 pour la paille) et diminue tout au long de sa décomposition en se stabilisant autour de 10 pour l'humus.
Le C/N est très variable pour les résidus végétaux (de 10 à 100 environ). Le C/N de l’humus est plus stable (autour de 9) et le C/N moyen de la biomasse microbienne du sol est proche de 8.
L’effet net de l’incorporation de résidus sur la dynamique de l’azote dans le sol peut être décrit par trois paramètres : le rendement d’assimilation Y (proportion de carbone décomposé par les microorganismes qui est assimilé), le rapport C/N des résidus et le rapport C/N de la biomasse microbienne.
Quelques valeurs typiques moyennes, pour la matière sèche :
- urine : 0,7
- déchets d'abattoir mélangés : 2
- jus d'écoulement du fumier : 1,9 - 3,1
- sang : 2
- matières végétales vertes : 7
- drêche de brasserie : 7,1 - 26,5 [2]
- matières fécales humaines : 5 - 10
- humus, terre noire : 10
- compost de fumier après huit mois de fermentation : 10
- gazon : 10
- consoude : 10
- fientes de volailles : 10
- déjections d'animaux domestiques : 15
- compost de fumier mûr, 4 mois, sans adjonction de terre : 15
- fumier de ferme après 3 mois de stockage : 15
- fanes de légumineuses : 15
- déchets de cuisine : 10-25
- luzerne : 16 - 20
- fumier frais pauvre en paille : 20
- marc de café : 24
- fanes de pommes de terre : 25
- aiguilles de pin : 30
- fumier de ferme frais avec apport de paille abondant : 30
- tourbe noire : 30
- compost urbain : 34
- feuilles d'arbre à la chute : 20-60
- déchets verts de plantes : 20-60
- tourbe blonde : 50
- paille d'avoine : 50
- paille de seigle : 65
- paille de céréales : 50 - 150
- bois raméal fragmenté, jeunes branches de l'année broyées : 60 - 150 selon le type de bois et de diamètre broyé
- écorce : 100-150
- paille de blé : 150
- papier : 150
- sciure de bois décomposée : 200
- sciure de bois feuillus (jeunes feuilles) (moyenne) : 150 - 500
- xylit : 215 [3]